# Konstal 105NaD
Konstal 105NaD – doczepny jednoczłonowy wagon tramwajowy, który powstał na bazie wagonu 105Na.

## Konstrukcja
Konstrukcja wagonu opiera się na pojeździe 105Na, od którego różni się przede wszystkim brakiem kabiny motorniczego. Urządzenia elektryczne z szafki znajdującej się za stanowiskiem motorniczego przeniesiono do niskich skrzynek na przednim pomoście, które sięgają dolnej krawędzi okien. Dodatkowo, aby umożliwić manewrowanie wagonem w zajezdni, na poręczach przy przedniej i tylnej szybie zamontowano niewielkie skrzynki z przyciskami umożliwiającymi jedynie rozruch i hamowanie wagonu.

## Eksploatacja

### Poznań
Pierwszy wagon 105NaD powstał w zakładach HCP w 1993 roku w wyniku modernizacji wagonu Konstal 105N o numerze 116. Od 1995 standardem stało się, że w modernizowanych składach 105N, a później także 105Na, drugi wagon przebudowywano do standardu 105NaD. Remonty te prowadzono w Zakładach Naprawy Tramwajów. W poznańskich 105NaD dodatkowo wymieniono napędy drzwi na wyposażone w mechanizm rewersujący urządzenia firmy IFE, podwyższone rynny odprowadzające wodę deszczową z dachu pojazdu oraz pozbawione dolnych szyb drzwi wykonane z tworzywa sztucznego.

### Szczecin
W 2000 roku do Wydziału Napraw Taboru przekazano do modernizacji dwa składy (jeden z zajezdni Golęcin, a drugi z zajezdni Pogodno), w trakcie której drugie wagony przebudowano na doczepy umiejscawiając poziomo szafę elektryczną. W 2006 roku w podobny sposób przebudowano kolejne dwa składy usuwając kabiny w drugich wagonach. Poza tym zmodernizowano wnętrze i drzwi.

### Wrocław
Wrocław wykorzystuje 82 wagony oznaczone jako 105NWrD, powstałe w wyniku modernizacji wagonów 105Na w latach 2004–2009.

### Toruń
W taborze toruńskich tramwajów znajduje się 6 wozów doczepnych (bez kabiny motorniczego). Dwa wagony przebudowano w latach 90., a cztery zmodernizowano w latach 2007–2014. Wszystkie wagony były remontowane w Toruniu przez pracowników Miejskiego Zakładu Komunikacji.

### Kraków
Krakowskie MPK dokonywało przebudowy wagonów Konstal 105Na na doczepy czynne 105NaD w czasie generalnych remontów tych wozów. Pierwszej przebudowy dokonano w 1996 roku, a od roku 2006 po przerwie znów zaczęto modernizować wagony 105Na na NaD. W sumie Krakowski przewoźnik wykorzystuje obecnie 12 wagonów tego typu.

## Galeria

Tramwaj 105NaD
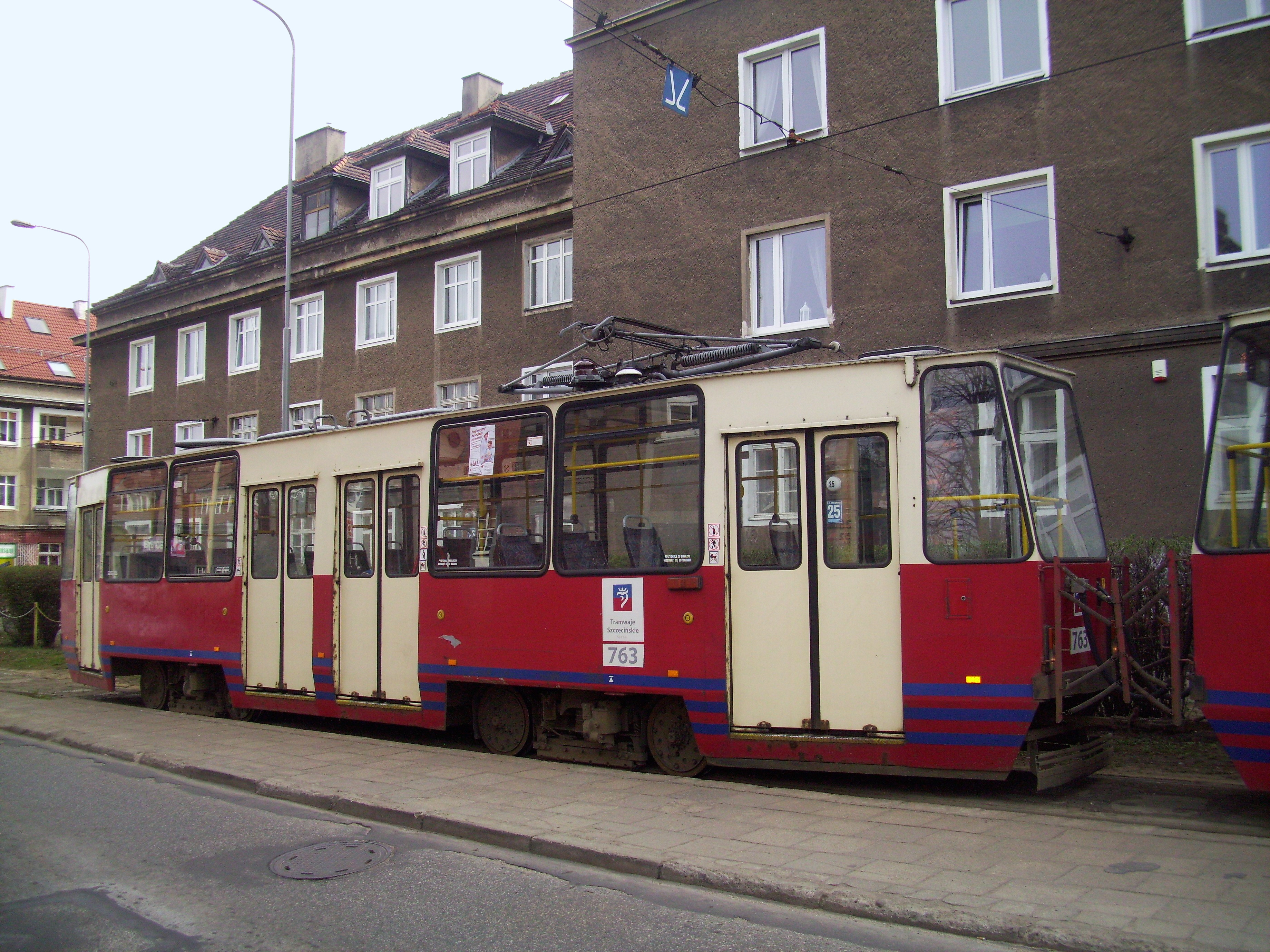
Doczepa 105NaD w Szczecinie
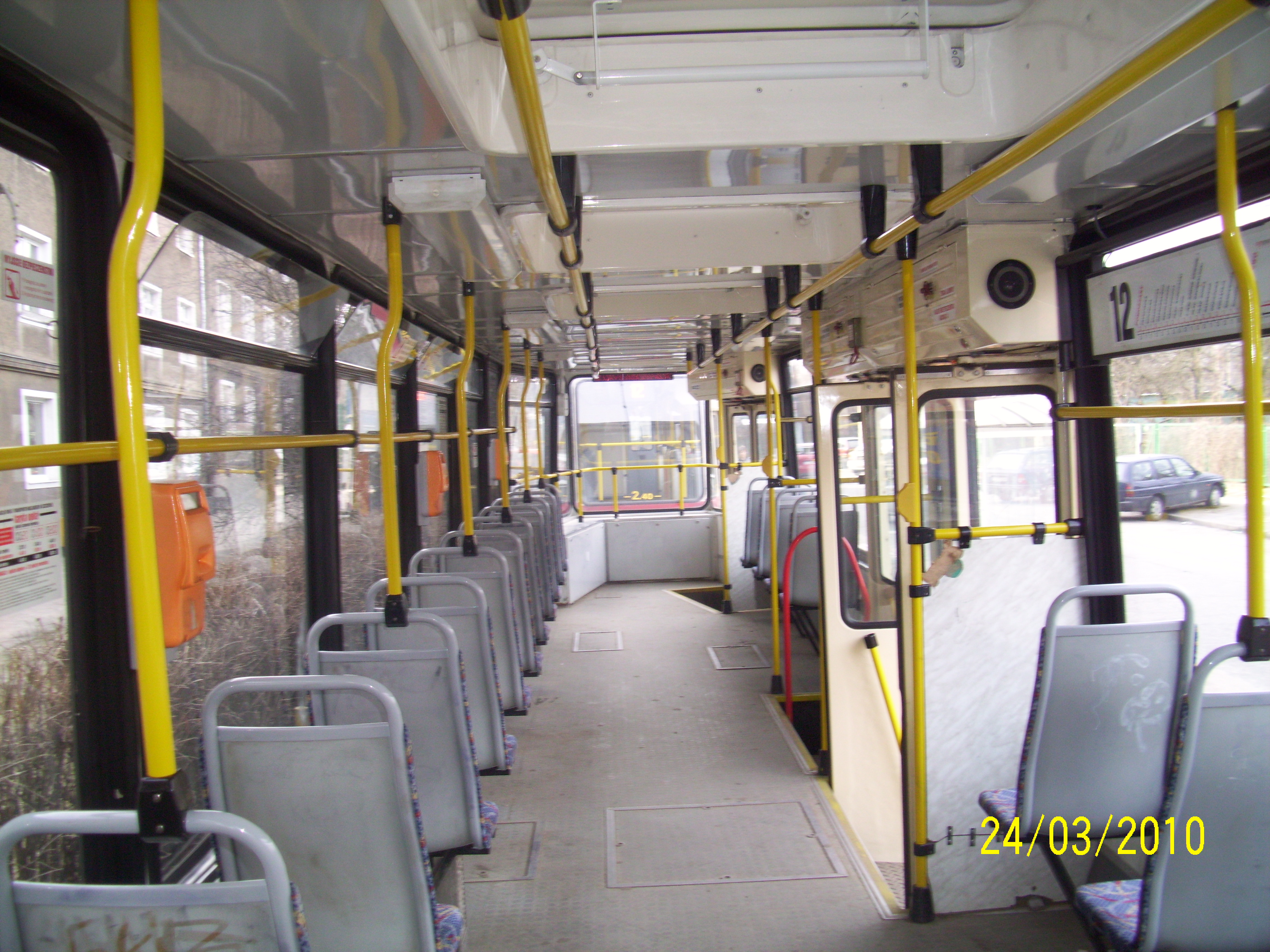
Wnętrze doczepy 105NaD
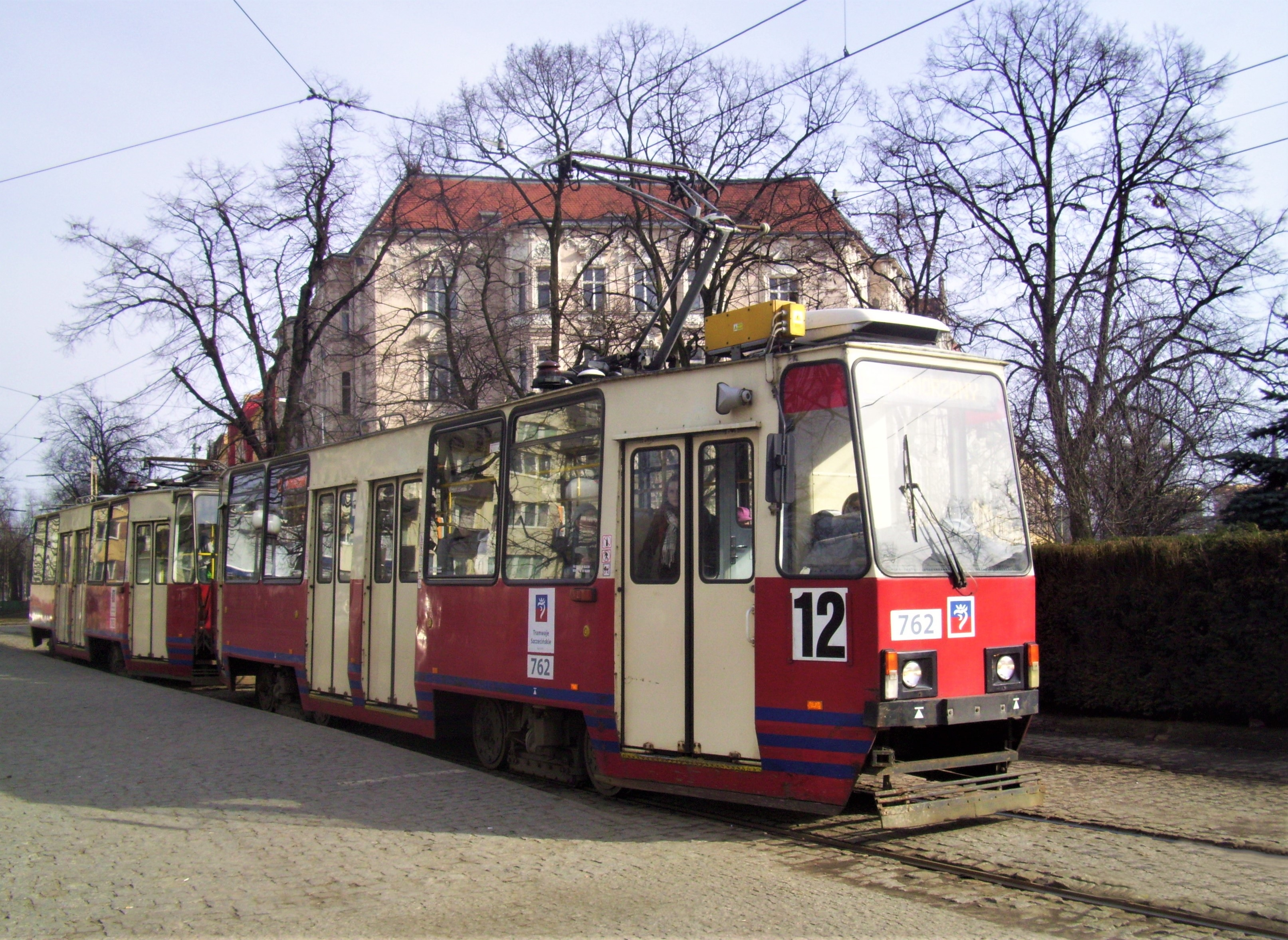
Skład 105Na+105NaD w Szczecinie
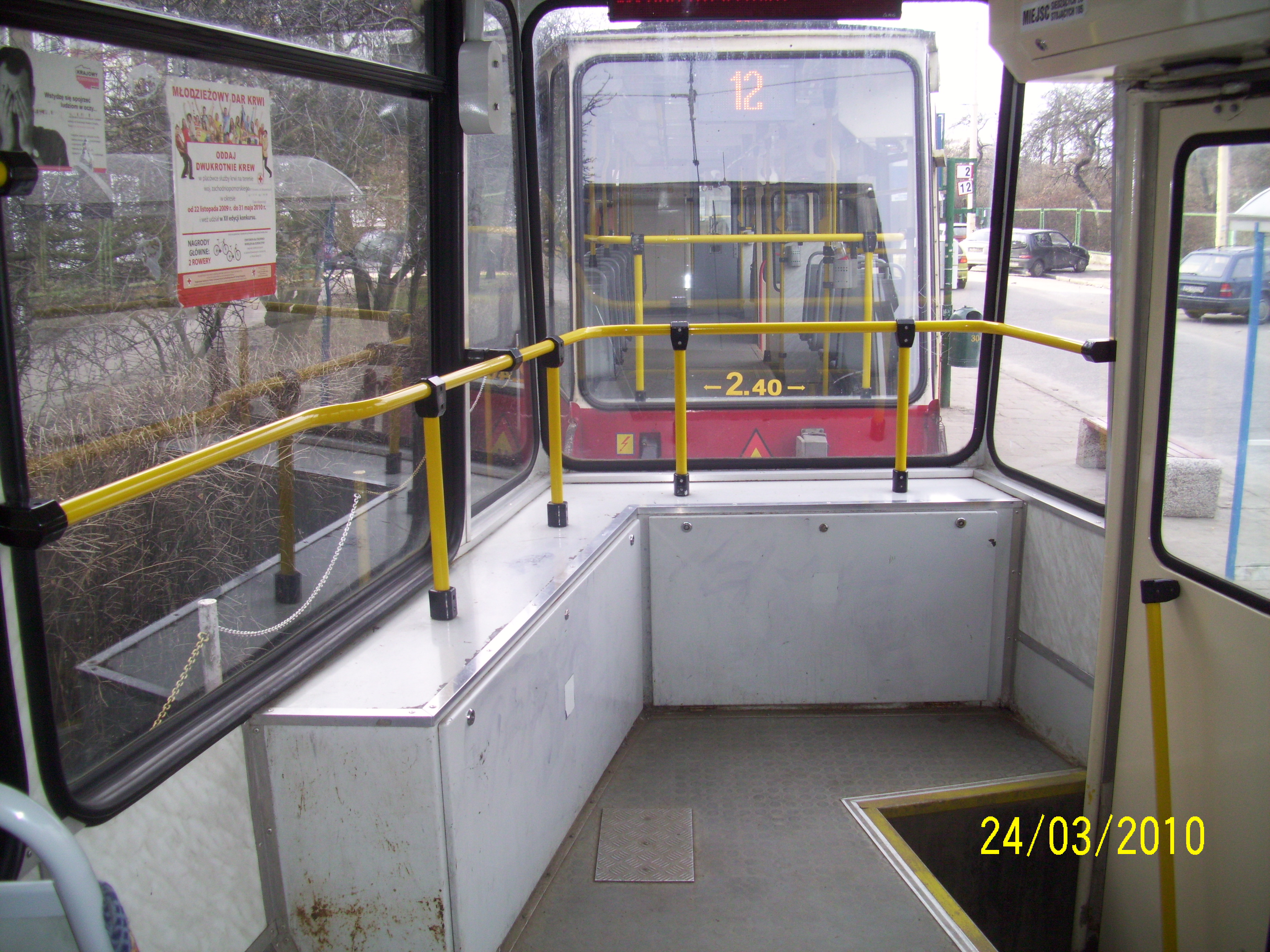
Szafa elektryczna i barierki – miejsce po kabinie motorniczego